# Megaselia winnemana
Megaselia winnemana är en tvåvingeart som först beskrevs av Malloch 1912.  Megaselia winnemana ingår i släktet Megaselia och familjen puckelflugor. Inga underarter finns listade i Catalogue of Life.